# Elezioni generali in Uruguay del 2014
Le elezioni generali in Uruguay del 2014 si tennero il 26 ottobre (primo turno) e il 30 novembre (secondo turno) per l'elezione del Presidente e il rinnovo dell'Assemblea generale (Camera dei rappresentanti e Camera dei senatori).

## Risultati
| Liste                                     | Candidati                | I turno   | I turno | I turno | II turno  | II turno |
| Liste                                     | Candidati                | Voti      | %       | Seggi   | Voti      | %        |
| ----------------------------------------- | ------------------------ | --------- | ------- | ------- | --------- | -------- |
| Fronte Ampio                              | Tabaré Vázquez           | 1.134.187 | 49,45   | 50      | 1.226.105 | 56,53    |
| Partito Nazionale                         | Luis Alberto Lacalle Pou | 732.601   | 31,94   | 32      | 939.074   | 43,37    |
| Partito Colorado                          | Pedro Bordaberry         | 305.699   | 13,33   | 13      |           |          |
| Partito Indipendente                      | Pablo Mieres             | 73.379    | 3,20    | 3       |           |          |
| Unità Popolare                            | Gonzalo Abella           | 26.869    | 1,17    | 1       |           |          |
| Partito Ecologista Radicale Intransigente | César Vega               | 17.835    | 0,78    | -       |           |          |
| Partito dei Lavoratori                    | Rafael Fernández         | 3.218     | 0,14    | -       |           |          |
| Totale                                    | Totale                   | 2.293.788 |         | 99      | 2.165.179 |          |

## Elezioni primarie
Secondo quanto prescrive la Costituzione Uruguayana i pre-candidati devono sottoporsi al giudizio degli elettori attraverso primarie (elecciones internas). Nel 2014 le elezioni interne si sono disputate la prima domenica di giugno, anziché l'ultima come di consueto, per evitare la concomitanza con i Campionati Mondiali di Calcio.
- Fronte Ampio: con 247.556 voti (81.98%) l'ex presidente Tabaré Vázquez, appoggiato anche dal presidente uscente José Mujica, ha trionfato sulla senatrice Moreira che ha raccolto 53.915 voti (17.85%) .
- Partito Nazionale: dopo una competizione combattuta Luis Alberto Lacalle Pou ha ottenuto 227.407 voti (54.38%), sconfiggendo l'iniziale favorito Larrañaga fermatosi a 189.915 voti (45.41%).[2]
- Partito Colorado: ha visto la netta vittoria di Pedro Bordaberry con 103.142 voti (73.62%) su José Amorín Batlle che ha ottenuto solo 36.310 preferenze (25.92%)